# 利安库尔
利安库尔（法語：Liencourt，法語發音：[ljɛ̃kuʁ]）是法国上法蘭西大區加来海峡省的一个市镇，属于阿拉斯区。

## 地理
利安库尔（50°16'19"N, 2°27'10"E）面积3.36 平方千米，位于法国上法蘭西大區加来海峡省，该省份为法国北部沿海省份，西北濒北海，南至索姆省，东临北部省。
与利安库尔接壤的市镇（或旧市镇、城区）包括：德尼耶、博福尔-布拉万库尔、贝朗库尔勒科鲁瓦、大吕勒库尔。

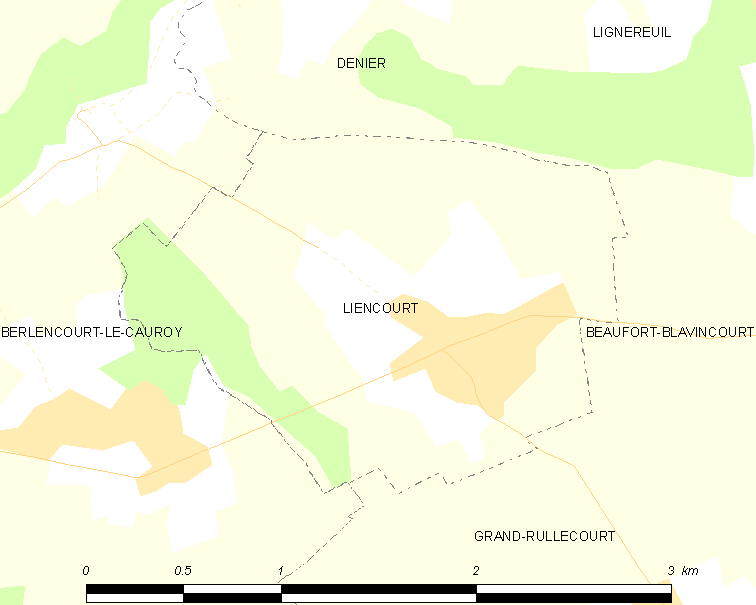
利安库尔的OSM定位图

利安库尔的时区为UTC+01:00、UTC+02:00（夏令时）。

## 行政
利安库尔的邮政编码为62810，INSEE市镇编码为62507。

## 政治
利安库尔所属的省级选区为阿韦讷勒孔特县。

## 人口

1962-2008年间利安库尔人口变化图示

利安库尔于2022年1月1日时的人口数量为301人。